# Görhegy
Görhegy (szlovénül: Gerlinci, vendül Görlinci, egykor Gürlinci vagy Grlinci, németül: Jörgelsdorf) falu  Szlovéniában, Muravidéken, Pomurska régióban. Közigazgatásilag  Vashidegkúthoz tartozik.

## Neve
A 19. század második feléig Görlinc (valamikor Gürlinc, 1808-ban Györlinc) néven szerepelt a térképeken.

## Fekvése
Muraszombattól 20 km-re északnyugatra, a Vendvidéki-dombság (Goričko) területén a Kušenica (Küšenica) és Črnac patakok völgye között, közvetlenül a stájer határ mellett fekszik, a Vashidegkút-Gedőudvar útvonal mellett. Szomszédjai: Kismáriahavas, Rétállás, Lendvakirályfa, Perestó, Vasvecsés, Károlyfa, Királyszék, a stájerországi oldalon pedig Pölten, Klöch, Klinzl, Klöchberg, Gruisla.
A falu dülői: Gobcov Breg, Gugov Breg, Mačka Gasa, Mühič, Sombotel, Šömenove Grabe és Vestergomba. A lejtőkön jobbára rétek vannak, az erdők távolabb helyezkednek el. A felsőbb lejtőkön szőlő van, amelynek termelésére az itteni talaj nagyon alkalmas. A legalsóbb területen fekszenek az erdők.

## Története
A település első írásos említése 1366-ban történt villa seu possessio Jurgelfalua névvel. 1365-ben Széchy Péter fia Miklós dalmát-horvát bán és testvére Domonkos erdélyi püspök kapták királyi adományul illetve cserében a Borsod vármegyei Éleskőért, Miskolcért és tartozékaikért Felsőlendvát és tartozékait, mint a magban szakadt Omodéfi János birtokát. A település a későbbi századokon át is birtokában maradt ennek családnak, mely birtokközpontjáról a felsőlendvai, felső-lindvai Bánfi, felső-lindvai Herczeg neveket is viselte. Az 1366-os beiktatás alkalmával részletesebben kerületenként is felsorolják az ide tartozó birtokokat.  Nem sokkal korábban alapították. 1499-ben Jewrglyncz névvel lelhető fel. A Jurgelfalua és Jewrglyncz nevek egyértelműen azonosítható a település német nevével, ami arra enged következtetni, hogy a német lakosság már ebben az időben jelen volt, sőt sokkal nagyobb számú lehetett, mint a szlovénoké. Jurgel nyilván személynevet takar, aki után a falu a nevét kapta. Nyilván a mostani Jürgen német keresztnévvel lehet azonosítani.

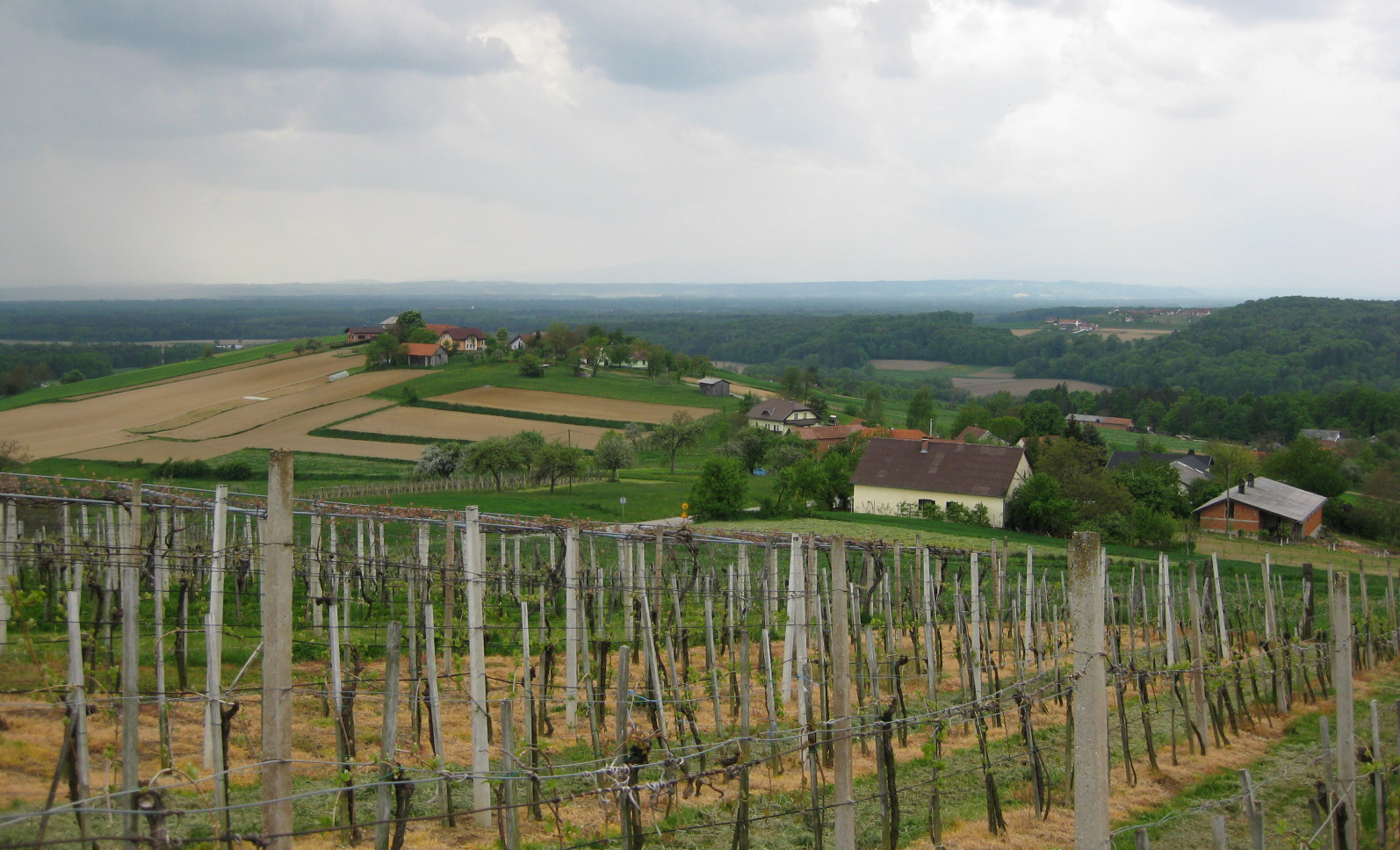
Görhegy látképe

1685-ben a Széchyek fiági kihalásával Széchy Katalinnal kötött házassága révén Nádasdy Ferenc birtoka lett. Egyházilag Perestó filiája.
Vályi András szerint "GÖRLINTZ. Tót falu Vas Vármegyében, lakosai katolikusok, fekszik a’ hegyek között, határja közép termékenységű."
Fényes Elek szerint "Görlincz, vindus falu, Vas vármegyében, a lendvai uradalomban, 470 kath. lak. Ut. p. Radkersburg."
Vas vármegye monográfiája szerint "Görhegy, stájer határszéli község a Kusenicza patak mellett, 128 házzal és 717 vend és német lakossal. Vallásuk r. kath. Postája Vas-Hidegkút, távírója Muraszombat. A községben két kisebb gőzmalom van."

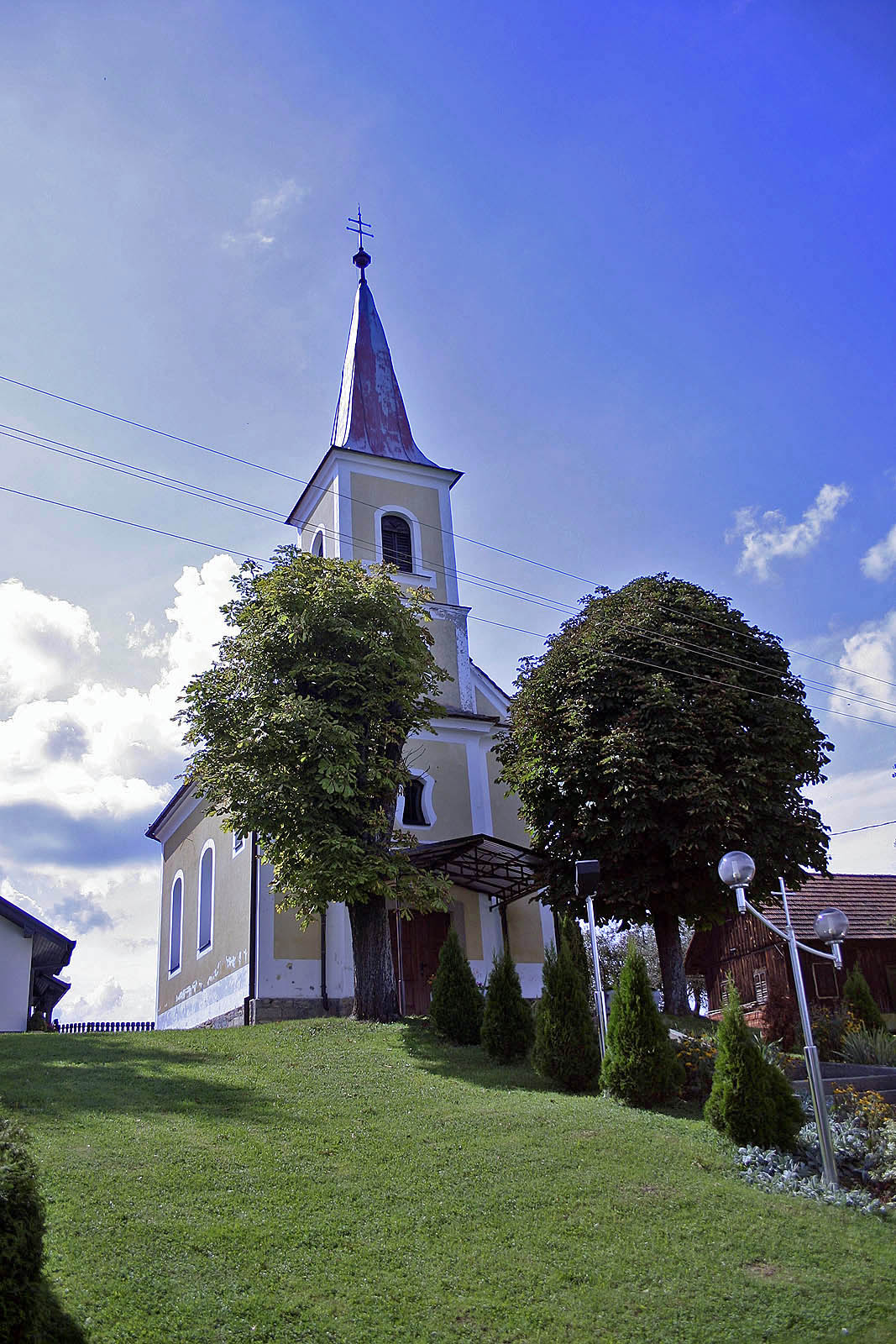
A Szent Antal kápolna

1910-ben 696, többségben szlovén lakosa volt, jelentős német kisebbséggel. A trianoni békeszerződésig Vas vármegye Muraszombati járásához tartozott. 1919-ben átmenetileg a de facto Mura Köztársaság része lett, itt volt a legnyugatibb pontja. Még ebben az évben a Szerb–Horvát–Szlovén Királysághoz csatolták, ami 1929-től Jugoszlávia nevet vette fel. Részben szlovén, részben német nyelvűekből állt lakossága. A német kisebbség napjainkban eltűnt. 1941-ben átmeneti időre ismét Magyarországhoz tartozott, 1945 után visszakerült jugoszláv fennhatóság alá, ennek következményeként a németekre kimondták a kollektív bűnösség elvét és elűzték őket Görhegyről. 1991 óta a független Szlovénia része. 2002-ben 371 lakosa volt. A faluban ma is szőlő- és gyümölcstermesztés folyik.
1899 és 1971 között iskola működött a faluban, ahol régen még tanítottak a vend, a magyar és szlovén mellett német nyelvet is.

## Nevezetességei
- Görhegyi Páduai Szent Antal kápolna (épült 1861-ben barokk stílusban)
- Római kori halomsírok.
- 19. századi műemlék borospincék a szőlőhegyen.

## Híres emberek
- Evald Flisar szlovén író, költő, műfordító, drámaíró